# Utovlje
Utovlje – wieś w Słowenii, w gminie Sežana. W 2018 roku liczyła 41 mieszkańców.